# سورير
أدولف سورير أيه جي أو سورير هي شركة تصنيع شاحنات وحافلات تحت العلامتين التجاريتين سورير وبيرنا (ابتداء من عام 1929)، حيث نشطت الشركة بين أعوام 1903 و 1982. تم استخدام سيارات الشركة على نطاق واسع في جميع أنحاء أوروبا القارية، وبخاصة في فترة ما بين الحربين. كان مقر الشركة يقع في أربون بسويسرا.

## تاريخ

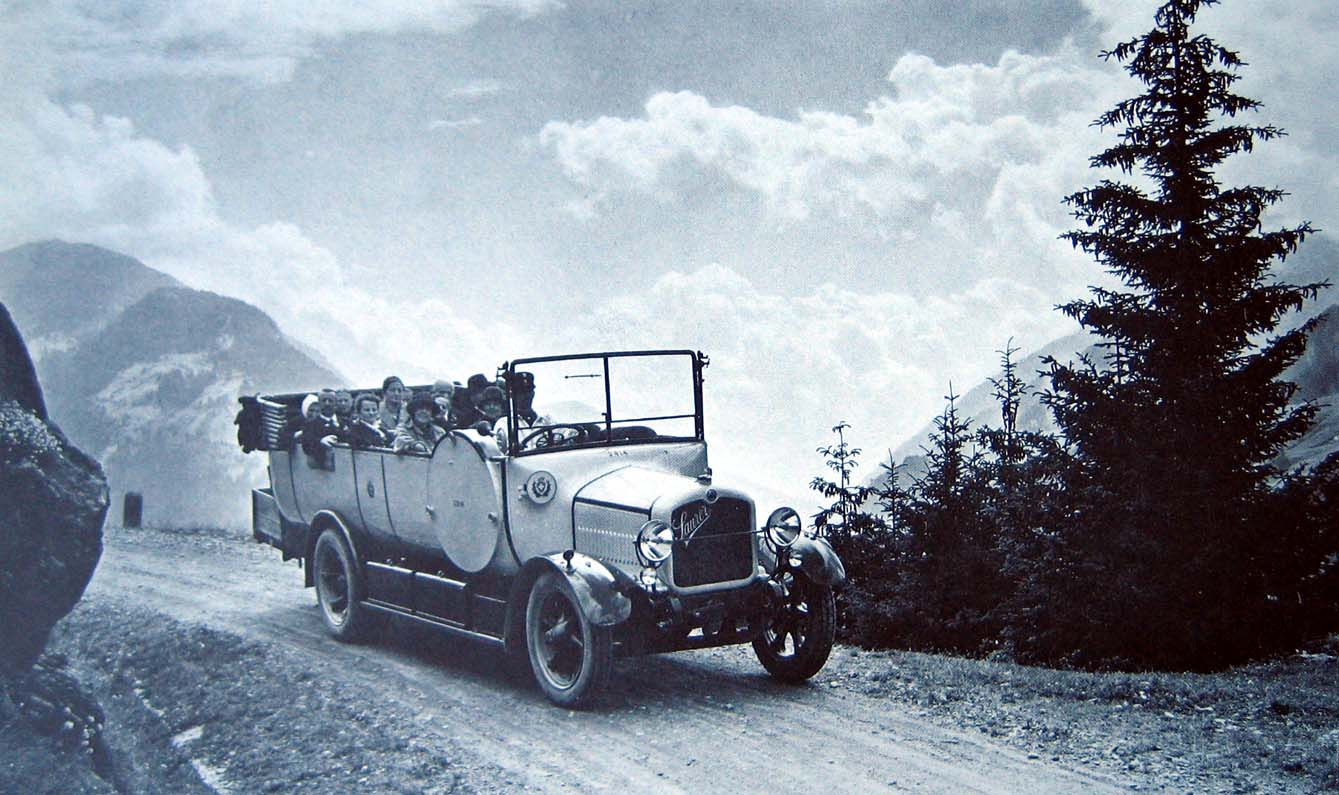
تستخدم كحافلات للمسافات الطويلة من قبل مكتب البريد الإمبراطوري لنقل الركاب والرسائل والطرود

قام فرانز سورير (عاش في الفترة ما بين 1806-1882 وولد في فرينغنشتات بألمانيا) في عام 1853 من بإنشاء مسبك للحديد متخصص بالسلع المنزلية بالقرب من بلدة سويسرية تدعى سانكت غالن. بدأ في عام 1863 بإنتاج آلات الخياطة في الأربون، وفي عام 1869 قام فرانز سورير ببناء أول آلة للتطريز اليدوي. ومنذ عام 1869 عرفت الشركة باسم سورير وأبنائه. قام أدولف سورير (1841-1920) في عام 1896 بإدارة الشركة ومن ثم قام مع إبنه هيبوليتوس بوضعها كشركة مساهمة.
من عام 1903 فصاعدا ركزت سورير على إنتاج المركبات التجارية التي سرعان ما اكتسبت سمعة جيدة. أنشئت الشركة شركات فرعية تابعة لها في النمسا (في الأعوام 1906-1959، التي في النهاية تم الإستحواذ عليها من قبل شتاير دايملر بوتش)، وفرنسا (1910-1956، التي تم الإستحواذ عليها من قبل يونك)، المملكة المتحدة (1927-1931، تم الإستحواذ عليها من قبل ارمسترونغ يتوورث)، وألمانيا (1915-1918، تم الإستحواذ عليها من قبل مان). أما في إيطاليا فكانت الشركة المصنعة أوفيتشيني ميكانيتشي (تخرف اختصارا بـ أو أم) مرخصة من قبل سورير لإنتاج المحركات والوحدات الميكانيكية الأخرى، التي أستخدمتها في شاحناتها وحافلاتها لسنوات عديدة. في بولندا أنتجت (PAŃSTWOWE ZAKŁADY Inżynieryjne) المملوكة للدولة محركات بترخيص من سورير بالإضافة لأجزاء أخرى (أستخدم في دبابات 7 تي بي و9 تي بي) كما أستخدمو هيكل من سورير لحافلة زاورات.
في الولايات المتحدة برئاسة سي.بي. كولمان وتحت مظلة شركة شاحنات سورير، كان لشركة الحق في تصنيع وبيع الشاحنات الثقيلة تحت العلامة التجارية سورير في مصنعها في بلينفيلد في نيو جيرسي (التي بدأت عملياتها في نوفمبر تشرين الثاني من عام 1911). يوم 23 سبتمبر 1911 أندمجت شركة شاحنات سورير مع شركة ماك بروذرز للسيارات التي يقع مقرها في بنسلفانيا برئاسة جي أم ماك، لتشكيل شركة الشاحنات الدولية التي واصلت تصنع وبيع الشاحنات باستخدام العلامة التجارية سورير حتى عام 1918. في عام 1922 أصبح أسم الشركة شاحنات ماك.
طرحت شاحنات سورير شاحناتها بأربعة فئات أساسية وكانت الفئة بي هي الفئة التي بنت سمعهة الشركة بأن شاحناتها معمرة أي أنها تعمل لفترة طويلة. وكانت هذه الفئات هي: الفئة-إيه (1918)، الفئة-بي (1926)، الفئة-سي (1934)، الفئة-دي (1959). في عام 1929 أستحوذت سورير على منافستها السويسرية موتور واجن فابريك بيرنا إيه جي ومقرها في أولتن بسويسرا، ولكن سمح للعلامة التجارية بيرنا بالاستمرار بجانب العلامة سورير. كان لإنتاج الترولي باص نسبة كبيرة جدا من إنتاج الشركة. الترولي باص التي تنتجها سورير عملت في معظم بلدان أوروبا.
في الحرب العالمية الثانية أستخدم النازيون نوعين من شاحنات سورير في معسكر الإبادة النازي خيلمنو. الأولى كان النوع بي تي 4500 والتي كان بها مولد غاز سام لكن لسخرية القدر أن معظم الذين قتلو من الغاز بواسطة هذه الشاحنة لم يكن مصدره من مولد الغاز الخاص بها لكن من الغاز الذي يخرج من عادمها. والثانية كانت 5 بي أتش دبليو التي نقلت الناس إلى أفران الغاز.